# Nicholas ap Gwrgan
Pour les articles homonymes, voir Nicolas.
Nicholas ap Gwrgant est un prélat mort le 3 ou le 4 juin 1183. Il est évêque de Llandaff, au pays de Galles, de 1148 à sa mort.

## Biographie
Le patronyme de Nicholas ap Gwrgan suggère qu'il est peut-être le fils d'Urbain, un précédent évêque de Llandaff dont le nom a pour forme galloise Gwrgan. Après avoir été moine à l'abbaye de Gloucester pendant trente ans, il est sacré évêque de Llandaff par l'archevêque de Cantorbéry Thibaut du Bec le 14 mars 1148.
En sa qualité d'évêque, Nicholas sert de médiateur entre les Gallois du Glamorgan (en) et leur seigneur anglais, le comte de Gloucester Guillaume FitzRobert. Il contribue au développement de son diocèse en bonne entente avec le clergé local. Il est suspendu de ses fonctions à deux reprises : une première fois en 1171, pour sa participation au sacre d'Henri le Jeune, et une deuxième fois en 1174 pour avoir empiété sur les prérogatives de l'évêque de Salisbury.
Nicholas ap Gwrgan meurt le 3 ou le 4 juin 1183.